# Fabien Audard
Fabien Audard (Toulouse, Francia, 28 de marzo de 1978) es un exfutbolista francés que jugaba como guardameta.

## Clubes
| Club                        | País    | Año       |
| --------------------------- | ------- | --------- |
| Toulouse F. C.              | Francia | 1996-2001 |
| S. C. Bastia                | Francia | 2001-2003 |
| F. C. Lorient (cedido)      | Francia | 2002-2003 |
| FC Lorient                  | Francia | 2003-2015 |
| A. S. Mónaco F. C. (cedido) | Francia | 2004-2005 |